# Avec le temps
Avec le temps (en català: Amb el temps) és una cançó de Léo Ferré escrita i composta el 1969 i enregistrada l'octubre de 1970. En principi, havia de formar part del volum núm. 2 de l'àlbum Amour-Anarchie, però va acabar editant-se en un disc senzill de 45 r.p.m. Degut el seu èxit immediat, va tornar a aparèixer l'any 1972 en una compilació de l'intèrpret sota el títol Les Chansons d'amour. Aquest mateix any, en va fer una versió en italià (Col tempo) dins de l'àlbum La Solitudine.
Aquesta emblemàtica cançó de Ferré sobre l'amor fugit i l'efecte que hi produeix el pas del temps ha estat interpretada per un gran nombre de cantants, entre els quals: Alain Bashung, Belinda Carlisle, Catherine Ribeiro, Catherine Sauvage, Cora Vaucaire, Dalida, Elina Duni, Francesca Solleville, Henri Salvador, Jane Birkin, Josette Kalifa, Juliette Gréco, Marc Ogeret, Mari Trini, Michel Hermon, Michel Jonasz, Patricia Kaas, Philippe Léotard, Renée Claude, Thierry Amiel…
La versió en italià Col tempo ha estat interpretada per Patty Pravo i per Gino Paoli. La versió en espanyol Con el tiempo l'ha interpretat Amancio Prada.
Hi ha una versió en català escrita i interpretada per Xavier Ribalta, amb el títol: Amb el temps.